# Inon Zur
Inon Zur (hebraisk: ינון צור, født 4. juli 1965) er en amerikansk-israelsk komponist indenfor film, tv og computerspil.

## Udvalgt diskografi
- Yellow Lotus (1994)[4]
- Turbo: A Power Rangers Movie (1997)
- Power Rangers Lost Galaxy (1999)
- Au Pair (med Udi Harpaz, 1999)
- Fallout Tactics: Brotherhood of Steel (2001)[2]
- Baldur's Gate II: Shadows of Amn (med Michael Hoenig, 2001)[2][5]
- Icewind Dale II (2002)[2][5]
- Men of Valor (2004)
- Warhammer 40.000: Dawn of War: Dark Crusade (2006)
- Lineage II: Chronicle V: Oath of Blood (2006)
- Crysis (2007)
- Fallout 3 (2008)
- Prince of Persia (med Stuart Chatwood, 2008)
- Dragon Age: Origins (2009)[1]
- Fallout: New Vegas (med Mark Morgan, 2010)
- Dragon Age: Origins – Awakening (2010)
- The Lord of the Rings: War in the North (2011)
- Rift (2011)
- Dragon Age II (2011)
- Reclaim (2014)